# NGC 2585
NGC 2585 este o emission-line galaxy⁠(d) situată în constelația Hidra. A fost descoperită în 1886 de către Frank Muller.